# 台灣企業永續獎
台灣企業永續獎（英語：Taiwan Corporate Sustainability Awards，簡稱 TCSA）為企業社會責任（英語：Corporate Social Responsibility，簡稱 CSR）獎項之一，其評選活動的主辦單位為台灣永續能源研究基金會。此獎旨在藉由評比與表揚中華民國各大集團及企業之企業社會責任報告書，來鼓勵企業提升公司經營永續議題之質與治理資訊揭露之量，並致力與聯合國制定之永續發展目標接軌，推動 CSR 理念。

## 資料來源
1. ↑  CSR獎項 （页面存档备份，存于），CSRone。
2. ↑  台灣企業永續獎全紀錄 （页面存档备份，存于），2008-2016。
3. ↑  蔡銘仁. . 經濟日報. 2019-11-28  [2020-04-17]. （原始内容存档于2020-01-18） –聯合新聞網.
4. ↑  . TCSA台灣企業永續獎.   [2023-03-22]. （原始内容存档于2023-06-02）.

## 外部連結
- TCSA台灣永續獎 （页面存档备份，存于）